# 草間璋夫
草間 璋夫（、1913年〈大正2年〉10月7日 - 没年不詳）は、日本の俳優である。

## 来歴・人物
東宝の専属俳優。
1944年（昭和19年）公開の山本嘉次郎監督映画『加藤隼戦闘隊』など、戦時中から戦争映画に数本出演しており、戦後は東宝特撮を始め、ジャンルを問わず数多くの作品に出演した。
1971年（昭和46年）、東宝専属制度廃止後も引き続き映画、テレビドラマに出演していた。没年月日・死因などは明らかでない。
同じく東宝の専属俳優である加藤茂雄によれば、草間は1954年（昭和29年）公開の映画『ゴジラ』において、堤康久、鈴川二郎らと三重県鳥羽市での撮影中、「かまいたち」に遭い足を負傷し、同部屋であった堤が物語調にして周囲に語っていたという。
趣味は野菜作り。

## 出演作品

### 映画
- 翼の凱歌（1942年）
- 加藤隼戦闘隊（1944年）[4][注釈 1]
- 悲歌（1951年） - 裁判長
- 完結 佐々木小次郎 巌流島決闘（1951年） - 浪人
- 夫婦（1953年）
- 太平洋の鷲（1953年） - 特高係官B[6]
- 七人の侍（1954年） - 野武士
- 宮本武蔵（1954年） - 役人
- ゴジラシリーズ
  - ゴジラ（1954年） - 大戸島島民[4][7][注釈 1]
  - キングコング対ゴジラ（1962年） - 防衛隊幹部[7]
  - モスラ対ゴジラ（1964年） - 防衛隊幹部[7]、原住民[要出典]
  - 三大怪獣 地球最大の決戦（1964年） - インファント島島民、横浜の避難民、大臣[要出典]
  - 怪獣大戦争（1965年） - 防衛隊幹部[7]
  - 怪獣総進撃（1968年） - 怪獣ランド職員[8]、統合防衛司令部将校、国連科学委員会技師、記者[要出典][注釈 1]
  - ゴジラ対ヘドラ（1971年） - 民衆[9]
  - ゴジラ対メカゴジラ（1974年） - 海洋博工事現場作業員
  - メカゴジラの逆襲（1975年） - 写真の学者[7]
- 獣人雪男（1955年） - 村落の男[10]
- 吸血蛾（1956年） - 山口刑事
- 青い芽（1956年） - 牧師
- 東京の人さようなら（1956年） - 漁師
- 白夫人の妖恋（1956年） - 宋の民[要出典]
- 空の大怪獣 ラドン（1956年） - 須田[1]
- 星空の街（1957年） - 北川
- 「動物園物語」より 象（1957年） - 上野警察署長
- 柳生武芸帳（1957年） - 深見友之丞
- 山鳩（1957年） - 保線区工手長[注釈 2]
- 東北の神武たち（1957年） - 熊の父っさん
- 新しい背広（1957年） - 隆信
- 地球防衛軍（1957年） - 警察署長[11][8][4][注釈 3]
- 変身人間シリーズ
  - 美女と液体人間（1958年） - 警視庁幹部C[6]
  - 電送人間（1960年） - 捜査本部の刑事[要出典]
  - ガス人間㐧1号（1960年） - 警視庁幹部3[6]
  - マタンゴ（1963年） - 警察関係者[12][注釈 4]
- 大怪獣バラン（1958年） - 草間一佐[6][3]
- 暗黒街の顔役（1959年） - カジノバーの客
- コタンの口笛（1959年）
- 日本誕生（1959年） - 重臣、高天原の神 [2役][要出典]
- 宇宙大戦争（1959年） - 技師、宇宙科学センターのカメラマン[要出典]
- 野獣死すべし（1959年） - 捜査本部の刑事
- 女が階段を上る時（1960年） - バーの客
- 娘・妻・母（1960年） - 通夜の参列者
- 暗黒街の弾痕（1961年） - バー「山椒の木」の客
- 用心棒（1961年）
- モスラ（1961年） - 船舶協会職員[要出典]、防衛隊幹部[14]
- 世界大戦争（1961年） - 東京プレスクラブ運転手[要出典]
- 妖星ゴラス（1962年） - 政府関係者[要出典]
- 太平洋の翼（1963年） - 軍令部参謀[要出典]
- 天国と地獄（1963年） - 刑事
- 青島要塞爆撃命令（1963年） - 艦隊参謀[要出典]
- 海底軍艦（1963年） - 轟天建武隊将校[要出典][注釈 1]
- 君も出世ができる（1964年） - 東和観光重役
- 天才詐欺師物語 狸の花道（1964年） - 親父
- 宇宙大怪獣ドゴラ（1964年） - 自衛隊員[15][注釈 1]
- ホラ吹き太閤記（1964年） - 今川家の武将[注釈 1]
- フランケンシュタイン対地底怪獣（1965年） - 岡山の警官[7][注釈 1]
- けものみち（1965年） - 村田
- 大冒険（1965年） - 大臣、日本艦隊参謀[要出典]
- フランケンシュタインの怪獣 サンダ対ガイラ（1966年） - 自衛隊幹部、医師[要出典][注釈 1]
- 乱れ雲（1967年）
- キングコングの逆襲（1967年） - 警備本部員[要出典]
- 東宝8.15シリーズ
  - 連合艦隊司令長官 山本五十六（1968年） - 機動部隊参謀[要出典]
  - 日本海大海戦（1969年） - 常陸丸を見送る住民、大臣[要出典]
  - 激動の昭和史 軍閥（1970年） - 陸軍参謀
  - 激動の昭和史 沖縄決戦（1971年） - 陸軍二等兵になった県民、県庁幹部[要出典]
- 緯度0大作戦（1969年） - 海洋船の記録員[要出典]
- 日本沈没（1973年） - 政府関係者[16]
- 華麗なる一族（1974年） - 阪神特殊鋼役員
- ノストラダムスの大予言（1974年） - 環境庁会議室の役人[要出典]
- 金環蝕（1975年） - 電力開発理事
- 火の鳥（1978年） - ヤマタイ国の民衆
- 赤いスキャンダル 情事（1982年） - 頭取風の男
- 小説吉田学校（1983年） - 大臣

### テレビドラマ
- ウルトラシリーズ
  - ウルトラQ
    - 第8話「甘い蜜の恐怖」（1966年） - 村の自治関係者
    - 第27話「206便消滅す」（1966年） - 206便乗客[注釈 1]
    - 第28話「あけてくれ!」（1967年） - 重役・千葉（異次元列車乗客）

  - ウルトラセブン 第8話「狙われた街」（1967年） - 町人（友里征二郎弔問客）
  - 帰ってきたウルトラマン 第12話「怪獣シュガロンの復讐」（1971年） - 牛山画伯[4]
  - ウルトラマン80 第26話「タイムトンネルの影武者たち」（1980年） - 殿様
- 快獣ブースカ 第39話「百トン旋風ワッショイ!」（1967年） - 町内会関係者
- 昔三九郎 第12話「たのまれ飛脚」（1968年）
- 魔人ハンター ミツルギ（1973年） - 松平（徳川の家臣）
  - 第3話「悪魔の呪いを破れ!」
  - 第12話「サソリ軍団全滅作戦」
- マドモアゼル通り 第15話「明日に向って泣く」（1973年）
- 剣客商売（1973年）
  - 第1話「父と子と」
  - 第20話「男まさり」
- 太陽にほえろ!
  - 第54話「汚れなき刑事魂」（1973年） - 川島健太郎
  - 第64話「子供の宝・大人の夢」（1973年）
  - 第79話「鶴が飛んだ日」（1974年）
  - 第115話「一枚の名刺」（1974年）
  - 第279話「愛と怒り」（1977年）
- 放浪記 第8話（1974年）
- 怪奇ロマン 君待てども（1974年）
- 幡随院長兵衛お待ちなせえ 第21話「命果つる日」（1974年）
- 日本沈没
  - 第5話「いま、島が沈む」（1974年） - 島民
  - 第20話「沈みゆく北海道」（1975年） - 逃げ遅れた島民[注釈 1]
- 傷だらけの天使 第17話「回転木馬に熱いさよならを」（1975年）
- 大江戸捜査網 第3シリーズ
  - 第72話「腰抜け武士道」（1975年）
  - 第100話「替え玉脱獄作戦」（1975年）
  - 第115話「渡世人 命の捨て場」（1975年）
  - 第164話「撃滅! 江戸の黒い霧」（1976年）
  - 第165話「涙の花嫁衣裳」（1976年）
  - 第166話「王将に秘めた疑惑」（1976年）
  - 第193話「危うし! 隠密同心」（1977年）
  - 第202話「懐剣返上! 涙の対決」（1977年）
  - 第222話「悪意なき幻の女」（1978年）
  - 第239話「泥沼に咲いた女郎花」（1978年）
  - 第242話「無差別殺人の陰謀」（1978年）
  - 第250話「白昼に消えた死体の謎」（1978年）
  - 第265話「殺意なき用心棒」（1978年）
  - 第267話「笑いを売る謎の男」（1978年）
- 白い恐怖（1975年）
- 同心部屋御用帳 江戸の旋風 第8話「入れ札女郎」（1975年）
- 同心部屋御用帳 江戸の旋風II
  - 第14話「女の通り雨」（1976年）
  - 第31話「逆恨みの果て」（1976年）
  - 第41話「盗人の仁義」（1977年）
- 隠し目付参上 第20話「怪談 お化けの皮は何枚か」（1976年）
- ご存知!女ねずみ小僧 第5話「いのちの峠七曲り」（1977年） - 側近
- 同心部屋御用帳 江戸の旋風III
  - 第14話「罠には罠を!」（1977年）
  - 第21話「娘の幸福を!」（1977年）
  - 第27話「浪人狩り」（1977年）
  - 第29話「壊れた人形」（1977年）
  - 第38話「隅田の風呂船」（1978年）
  - 第39話「うしろの正面だァれ」（1978年）
- 達磨大助事件帳 第10話「復讐の果てに」（1977年）
- 江戸の渦潮 第11話「虹を渡る浪人」（1978年）
- 若さま侍捕物帳 第11話「参上!! 恐怖の妖刀」（1978年）
- 同心部屋御用帳 江戸の旋風IV
  - 第1話「風と太鼓と風来坊」（1978年）
  - 第8話「返ってきた雨傘・感動編」（1979年）
  - 第13話「錆びた十手・人情編」（1979年）
  - 第17話「若い狼たち・哀愁編」（1979年）
- ふしぎ犬トントン 第14話「ちょうだい! そのマイホーム」（1979年）
- 西遊記 第21話「豚教国 翠蓮王女いざ出陣!」（1979年）
- 伝七捕物帳 第7話「仇情けお六櫛」（1979年）
- 江戸を斬るIV 第13話「悲しみを越えて」（1979年） - 了庵
- 俺たちは天使だ! 第13話「運が悪けりゃ死刑台」（1979年）
- 江戸の激斗 第15話「傷だらけの二人」（1979年）
- 新・江戸の旋風
  - 第5話「抜いた十手に情けは無用!!」（1980年）
  - 第16話「殺しを見たこねずみ」（1980年）
  - 第22話「十年振りの手口」（1980年）
  - 第23話「源兵衛長屋に鶴が来た」（1980年）
  - 第24話「はぐれ宿人質事件」（1980年）
- 西遊記II 第19話「偽西遊記 危機一髪」（1980年）
- 旅がらす事件帖 第5話「お助け米のお通りだぁ」（1980年）
- 同心暁蘭之介
  - 第5話「根なし草の女」（1981年）
  - 第6話「遠い国から来た女」（1981年）
  - 第14話「父子十手」（1982年）
  - 第26話「片腕の女」（1982年）
  - 第33話「女賊が泣いた大川端」（1982年）
- 十津川警部シリーズ 日本一周「旅号」殺人事件（1983年）
- おさな妻 私を抱いて…16歳の初夜（1983年）